# Ilaria Mauro
Ilaria Mauro (Gemona del Friuli, Italia 22 de mayo de 1988) es una exfutbolista italiana que jugaba como delantera. Su último club fue el Inter de Milán.

## Trayectoria
Entre 2006 y 2013 jugó en la Serie A con la UPC Tavagnacco. Tras jugar la Eurocopa 2013 con la selección italiana se marchó al SC Sand de la 2ª división alemana, con el que ascendió a la Bundesliga. En 2015 fichó por el más potente Turbine Potsdam.

## Clubes
| Club                   | País     | Año         |
| ---------------------- | -------- | ----------- |
| UPC Tavagnacco         | Italia   | 2006 - 2013 |
| SC Sand                | Alemania | 2013 - 2015 |
| 1. FFC Turbine Potsdam | Alemania | 2015 - 2016 |
| Fiorentina Women's     | Italia   | 2016 - 2020 |
| Inter de Milán         | Italia   | 2020 - 2021 |

## Títulos

### Campeonatos nacionales
| Título              | Club               | País   | Temporada   |
| ------------------- | ------------------ | ------ | ----------- |
| Copa Italia         | UPC Tavagnacco     | Italia | 2012 - 2013 |
| Serie A             | Fiorentina Women's | Italia | 2016 - 2017 |
| Copa Italia         | Fiorentina Women's | Italia | 2016 - 2017 |
| Copa Italia         | Fiorentina Women's | Italia | 2017 - 2018 |
| Supercopa de Italia | Fiorentina Women's | Italia | 2018        |